# Типи зґвалтувань
Зґвалтування класифікують різними способами: за посиланням на ситуацію, в якій воно вчинене, за особою чи характеристиками потерпілої та за особою чи характеристиками злочинця. Ці категорії називають видами зґвалтувань. Типи, описані нижче, не виключають один одного: певне зґвалтування може підпадати під кілька категорій, наприклад, як зґвалтування у в'язниці, так і групове зґвалтування, або як зґвалтування під вартою, так і зґвалтування дитини.

## Зґвалтування у шлюбі
Зґвалтування у шлюбі є сексуальним насильством інтимного партнера (СНІП), зґвалтуванням між подружжям або фактичною парою без згоди однієї з подружжя. Форма домашнього та сексуального насильства. Дослідження показують, що немає суттєвої різниці в постпсихічних розладах (депресія, обсесивно-компульсивний розлад, соціальна фобія та сексуальна дисфункція) при порівнянні жертв зґвалтування у шлюбі, на побаченні чи незнайомцем. Дослідження, у якому порівнювалися жертви зґвалтування у шлюбі та незнайомцями, також виявило, що обидва типи постраждалих зазнали схожих типів і рівнів посттравмового дистресу.
Історично дослідження показали, що часто жінки не вважають, що статеві акти без згоди в шлюбі є зґвалтуванням. З 1994 по 2010 рік у США спостерігалося загальне зниження насильства з боку інтимного партнера на 63 % серед жінок і на 64 % серед чоловіків.

## Згвалтування на побаченні
Термін «зґвалтування на побаченні» використовується для позначення кількох типів зґвалтувань, у широкому сенсі зґвалтування через знайомство, яке є недомашнім зґвалтуванням, скоєним кимось, хто знає жертву, та сексуального насильства за допомогою наркотиків (СНЗН), коли ґвалтівник навмисно вводить жертву в наркотичний засіб для зґвалтування на побаченні, щоб зробити її недієздатною. Зґвалтування під час знайомства становить переважну більшість зареєстрованих зґвалтувань, і СНЗН є досить частим. Зазвичай збігається категорія — це зґвалтування через недієздатність, коли жертва є недієздатною та не може дати згоду — це часто є результатом сп'яніння, але також може бути просто через те, що жертва спить або має захворювання. СНЗН — це коли ґвалтівник навмисно виводить жертву з ладу за допомогою наркотиків, тоді як зґвалтування за знайомством може статися і тоді, коли жертва не є недієздатною.
Зґвалтування під час знайомства може статися між двома людьми, які знають один одного, як правило, в соціальних ситуаціях, між людьми, які зустрічаються як пара і мали секс за згодою в минулому, між двома людьми, які починають зустрічатися, між людьми, які просто дружать, і між знайомими. Сюди входять зґвалтування колег, однокласників, членів сім'ї, друзів, вчителів та інших знайомих, якщо вони зустрічаються; це іноді називають «прихованим зґвалтуванням» і визначено як зростаюча проблема в західному суспільстві. Опитування коледжів, проведене Національним центром потерпілих США, показало, що кожна четверта студентка коледжу була зґвалтована або зазнала спроби зґвалтування. Цей звіт показує, що молоді жінки піддаються значному ризику стати жертвою зґвалтування на побаченні під час навчання в коледжі. Крім того, повідомлялося про випадки, коли коледжі опитували свідчення ймовірних жертв, що ще більше ускладнювало документування та контроль за нападами на студентів, незважаючи на таке превентивне законодавство, як Закон Клері.

## Групове зґвалтування
Групове зґвалтування відбувається, коли група людей бере участь у зґвалтуванні однієї жертви. Зґвалтування за участю двох або більше порушників (зазвичай щонайменше трьох) широко повідомляється про випадки в багатьох частинах світу. Систематичної інформації про масштаби проблеми, однак, мало.
Одне дослідження показало, що правопорушники та жертви групових зґвалтувань були молодшими та ймовірніше залишалися безробітними. Групові зґвалтування включали більше вживання алкоголю та інших наркотиків, нічні напади та тяжкі наслідки сексуального насильства, менший опір жертви та менше зброї, ніж індивідуальні зґвалтування. Інше дослідження показало, що групове сексуальне насильство було більш насильницьким і викликало більший опір з боку жертви, ніж індивідуальне сексуальне насильство, і що жертви групового сексуального насильства частіше зверталися в кризові ситуації та в поліцію, думали про самогубство та шукали лікування, ніж ті, хто брав участь у індивідуальних нападах. Обидві групи були приблизно однаковими за кількістю алкоголю та інших наркотиків під час нападу.

## Зґвалтування дітей
Зґвалтування дитини є формою сексуального насильства над нею. Якщо вчинене іншою дитиною (зазвичай старшою або сильнішою) або підлітком, це називається сексуальним насильством з боку дитини над дитиною. Якщо це вчинено одним із батьків або іншими близькими родичами, такими як бабусі та дідусі, тітки та дядьки, це також є інцестом і може призвести до серйозної та тривалої психологічної травми. Коли дитину ґвалтує дорослий, який не є членом сім'ї, але є опікуном або має владу над дитиною, наприклад, шкільні вчителі, релігійні авторитети, спортивні тренери (тренери) або терапевти, щоб назвати декілька, якщо дитина є залежною, наслідки можуть бути подібні до інцестуального зґвалтування.

## Шаманське зґвалтування
Шаманське зґвалтування відбувається щоразу, коли особа, яка діє як шаман (шляхом навіювання), незалежно від того, надає шаманські ліки чи ні, проникає сексуально в особу, якій вона служить. У випадках, коли шаман надавав шаманські ліки, це також є випадком зґвалтування за допомогою наркотиків. Оскільки шамани часто діють, щоб забезпечити своєрідну терапію, це також часто є свого роду терапією зґвалтування.

## Законне зґвалтування
Національні та регіональні уряди, посилаючись на зацікавленість у захисті «молодих людей» (по-різному, але іноді це синонім неповнолітніх) від сексуальної експлуатації, розглядають будь-які сексуальні контакти з такою особою як правопорушення (не завжди класифікується як «зґвалтування»), навіть якщо він чи вона погоджується або починає сексуальну активність.
Злочин часто ґрунтується на тому факті, що люди молодше певного віку не здатні давати згоду. Вік, у якому люди вважаються компетентними давати згоду, називається віком згоди, відрізняється в різних країнах і регіонах; у США вік коливається від 16 до 18 років. Сексуальні дії, які порушують закон про вік згоди, але не є ні насильницьким, ні фізичним примусом, іноді описуються як «законне зґвалтування», що є юридично визнаною категорією в Сполучених Штатах. Більшість штатів, однак, дозволяють особам, молодшим за вік згоди, брати участь у сексуальних відносинах, якщо різниця у віці між партнерами невелика; це називається звільненням від стягнення за віком або звільненням від «Ромео і Джульєтти», і навіть у країнах, де немає офіційного правового звільнення, кримінальне переслідування трапляється рідко.

## Тюремне зґвалтування
Повідомляється, що від 3 % до 12 % ув'язнених у в'язницях США страждають від зґвалтувань у в'язницях. Хоча зґвалтування у в'язницях частіше є одностатевими злочинами (оскільки в'язниці зазвичай розділені за статтю), нападник зазвичай не ідентифікує себе як гомосексуаліст. Це явище набагато менш поширене в інших країнах західного світу. Частково це пов'язано з відмінностями в структурі пенітенціарної системи в США порівняно з тюремними системами в Канаді, Австралії та Європі.
За статистикою спостерігається більша поширеність психічно хворих осіб, які перебувають у в'язницях, а не в психіатричних закладах. Ці особи належать до групи високого ризику сексуального насильства, оскільки, згідно з NPREC, 12-13 % випадків зґвалтування стосується психічно хворих осіб; У 8 разів більше випадків зґвалтувань серед непсихічно хворих ув'язнених.
Найчастіше нападником є інший ув'язнений.

## Серійне зґвалтування
Серійне зґвалтування — це зґвалтування, які вчиняються особою протягом відносно тривалого періоду часу і стосуються кількох жертв. Здебільшого такий тип ґвалтівника невідомий жертві і діє за певною і передбачуваною схемою, обираючи жертв і нападаючи на них.
Було проаналізовано загальнонаціональну вибірку випадків серійного зґвалтування, про які було повідомлено ФБР (Федеральне бюро розслідувань), і було виявлено, що серійні ґвалтівники демонстрували «високий ступінь кримінальної витонченості» та застосовували менше сили проти жертви. Чим більш досвідченим був ґвалтівник, тим більше сексуальних дій було скоєно. Зловмисник, який має кримінальні знання, означає, що злочинець, швидше за все, видалить будь-які докази, які можуть допомогти правоохоронним органам у розслідуванні. Наприклад, відбитки пальців, сперма та зброя.

## Зґвалтування з помсти
«Зґвалтування з помсти», яке також називають «зґвалтуванням із метою покарання», є формою зґвалтування, характерною для певних культур, зокрема тихоокеанських островів. Він складається зі зґвалтування жінки, як правило, групою з кількох чоловіків, як помста за дії, вчинені членами її сім'ї, такими як її батько чи брати. Зґвалтування має на меті принизити та зганьбити батька або братів, як покарання за їхню попередню поведінку щодо кривдників. Зґвалтування, що відплачується, іноді пов'язане з міжплемінними війнами.

## Військове зґвалтування

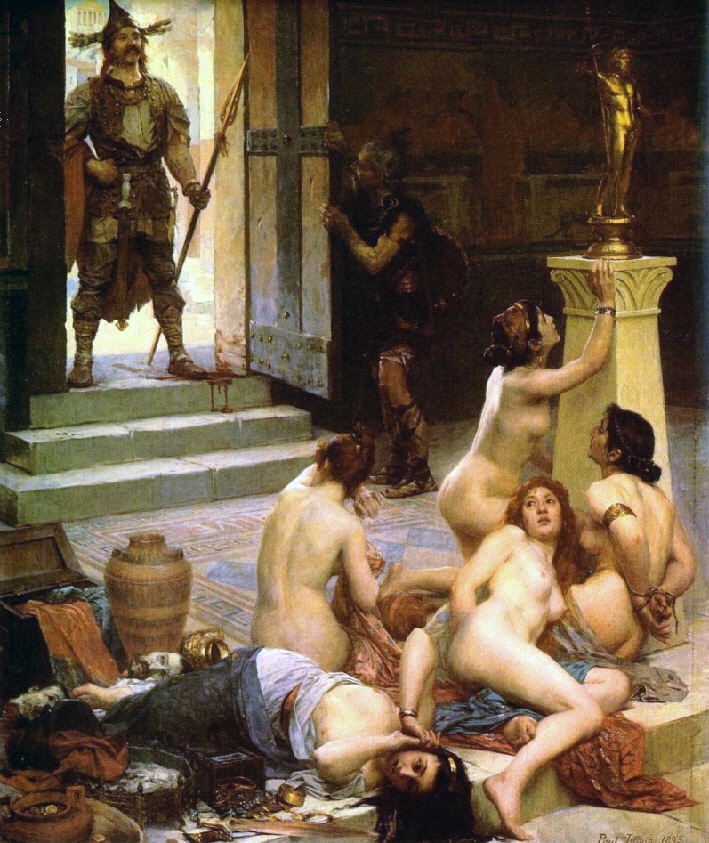
Бренн і його частка здобичі, Пол Джамін, 1893 рік

Це зґвалтування, вчинені солдатами, іншими комбатантами чи цивільними особами під час збройного конфлікту, війни чи військової окупації. Також охоплює ситуації, коли окупаційна влада змушує дівчат та жінок до проституції або сексуального рабства.
Під час війни зґвалтування часто використовується як засіб психологічної війни з метою принизити ворога та підірвати його моральний дух. Зґвалтування часто є систематичними та ґрунтовними, і військові лідери можуть фактично заохочувати своїх солдатів ґвалтувати цивільних. Систематичні зґвалтування часто використовуються як форма етнічної чистки.
Військове зґвалтування вважається військовим злочином лише з 1949 року. Стаття 27 Четвертої Женевської конвенції прямо забороняє зґвалтування під час війни та примусову проституцію. Ці заборони були посилені Додатковими протоколами 1977 року до Женевських конвенцій 1949 року. Тому під час післявоєнних Нюрнберзьких і Токійських процесів масові військові зґвалтування не переслідувалися як військовий злочин.
У 1998 році Міжнародний кримінальний трибунал по Руанді, заснований Організацією Об'єднаних Націй, ухвалив значні рішення про те, що зґвалтування є злочином геноциду згідно з міжнародним правом. В одному вироку Наванетхем Піллей сказала: «З незапам'ятних часів зґвалтування вважалося військовою здобиччю. Тепер це вважатиметься військовим злочином. Ми хочемо повідомити, що зґвалтування більше не є трофеєм війни».
Слово зґвалтування почали використовувати для позначення сексуального насильства лише на початку XV століття, і його домінуюче використання залишалося для позначення викрадення та пограбування без будь-якого відтінку сексуального насильства аж до сучасного періоду. Багато класичних згадок про зґвалтування під час війни не посилаються безпосередньо на випадки сексуального насильства, а радше на практику викрадення жінок або майна ворога під час війни.

## Зґвалтування обманом
Зґвалтування шляхом обману відбувається, коли злочинець отримує згоду жертви шляхом шахрайства. В одному випадку чоловік видавав себе за посадовця уряду, який мав повноваження спричинити негативний вплив на жінку, щоб примусити її до сексуальних дій. Суди постановили, що він неправдиво представлявся і таким чином використав обман проти жінки.

## Корекційне (лесбофобне) зґвалтування
Корекційне зґвалтування — це цілеспрямоване зґвалтування негетеросексуальних людей як «покарання за порушення гендерних ролей». Це форма злочину на ґрунті ненависті проти ЛГБТ, переважно лесбійок, у якій ґвалтівник виправдовує вчинок як прийнятну відповідь на передбачувану сексуальну орієнтацію жертви та форму покарання за те, що вона гомосексуальна. Часто аргумент ґвалтівника полягає в тому, що зґвалтування виправить жертву, «виправивши» її сексуальність чи гендер, тобто змусить її відповідати суспільним нормам кривдника. Термін вперше був введений у Південній Африці після того, як загальновідомі випадки лесбофобних зґвалтувань, наприклад, спортивної зірки Юді Сімелан, стали публічними.

## Зґвалтування під вартою
Зґвалтування під вартою — це зґвалтування, вчинене особою, яка працює в державі на посаді наглядача чи ув'язнення, наприклад, поліцейським, державним службовцем, працівником в'язниці чи лікарні. Це включає в себе зґвалтування дітей, які перебувають у закладах, таких як дитячі будинки.
Повідомлялося про зґвалтування під вартою в Індії, Ямайці, Пакистані, Бангладеш, Малайзії, Шрі-Ланці, Ірані, Камбоджі, Нігерії, Кенії, Замбії, та Сполучених Штатах.
В Індії зґвалтування у місцях позбавлення волі є основною темою організацій із захисту прав жінок і є офіційною категорією зґвалтування, визначеною законом з 1983 року. Відповідно до індійського законодавства, цей вид зґвалтування використовує владу ґвалтівника, і тому він підлягає додатковому покаранню.
Термін «зґвалтування під вартою» іноді використовується широко, щоб охопити зґвалтування будь-ким, хто займає владні посади, наприклад роботодавцем, лихварем, підрядником або орендодавцем, але згідно із законодавством Індії він стосується лише державних службовців. Жертвами зґвалтування у місцях позбавлення волі часто є представники меншин, бідні люди або люди з низьким статусом, наприклад, через свою касту. Дослідники кажуть, що зґвалтування у місцях позбавлення волі є частиною ширшої моделі жорстокого поводження під вартою, яка також може включати тортури та вбивства.

## Типи злочинців
Ніколас Грот описав три типи зґвалтувань, виходячи з мети ґвалтівника. Це включає в себе гнівного ґвалтівника, силового ґвалтівника і садистського ґвалтівника. За словами Говарда Барбарі, психолога з Університету Королівства в Кінгстоні, Онтаріо, більшість зґвалтувань є імпульсивними та опортуністичними та вчиняються людьми, які можуть вчинити інші імпульсивні дії, включаючи імпульсивні злочини. Ці ґвалтівники, як правило, не виявляють гніву, окрім як у відповідь на опір жертви, і застосовують мало непотрібної сили.

## Подальша класифікація
Як зазначалося вище, коли різні акти зґвалтування визначаються та типізуються, чи то на основі загальноприйнятих уявлень, чи то на основі досліджень, чи то в інший спосіб, результати часто не є ані винятковими, ані вичерпними за обсягом. Деякі випадки можуть відповідати двом або більше визначенням, тоді як інші можуть залишатися невизначеними. Одним із прикладів цього є наступні підкласифікації, створені американською дослідницею Патрицією Розі:
- біржове зґвалтування — зґвалтування, що відбувається в результаті торгу;
- каральне зґвалтування — зґвалтування, яке використовується для покарання чи дисципліни;
- зґвалтування після викрадення — зґвалтування, яке відбувається, коли людину викрадають, у більшості випадків для використання як раба чи повії;
- церемоніальне зґвалтування — зґвалтування, що включає ритуали дефлорації;
- статусне зґвалтування — зґвалтування внаслідок відмінностей в ієрархії чи соціальному класі.

Якщо вони ще не введені вище, багато з цих інакше різних форм можуть однаково застосовуватися до інших класифікацій (наприклад, зґвалтування у в'язниці, яке також є зґвалтуванням у вигляді покарання, зґвалтування у війні, яке також є зґвалтуванням через крадіжку тощо).